# 헤이키 리타부오리
헤이키 리타부오리(핀란드어: Heikki Ritavuori, 1880년 3월 23일 ~ 1922년 2월 14일)는 핀란드의 법률가, 정치인이다. 국민진보당 당원으로 카를로 유호 스톨베리 대통령의 측근이었다. 1919년에서 1922년 사이 제1, 제2차 벤놀라 내각에서 총 526일간 내무장관을 역임했다. 핀란드 독립 직후 정국에서 중요한 정치인 중 한 명이었다. 장관 재임 중이던 1922년 2월 14일 헬싱키 자택에서 암살당했다.
본래 성은 스웨덴어로 리드만(Rydman)이었으나 1906년 핀란드식으로 창씨했다. 스웨덴식 이름을 유지한 남동생 에로 린드만도 정치인으로 활동했다.
리타부오리는 1907년 헌법위원회 서기관으로 정치경력을 시작했다. 리타부오리의 주 관심사는 토지와 농민 문제였다. 법률가 출신이었던 리타부오리는 사회 문제 해결에 열의를 가졌다. 1914년 투르쿠주 남부 선거구에서 의원으로 선출되었고 1919년 재선되었다.
리타부오리는 법치주의, 국민평등, 국민통합 같은 가치를 추구했다. 반대파를 무슨 수를 동원해서라도 말살시키려 드는 내전기에 이런 가치를 지키는 것은 매우 어려웠다. 리타부오리는 극좌와 극우로부터 공화국을 지켜내는 개혁을 완수하고자 했고 스톨베리 대통령의 측근이 되었다. 특히 리타부오리는 이 시기 포로수용소에 갇힌 적핀란드 포로들의 권익 보호와 그들을 사면하는 법률 제정에 관여했다.
내전 이후 신생 핀란드가 왕국이 될지 공화국이 될지 문제로 정쟁이 벌어져 몇 달 동안 국가 활동이 마비되었다. 유해한 권력공백 상황을 해소하기 위해 카를로 카스트렌 내각은 최고행정재판소장 스톨베리가 정초한 공화국 헌법을 1919년 6월 의회에 제출했다. 의회가 법안을 승인하기 위해서는 의사절차에 따라 이 법안을 긴급한 것으로 선언해야 했다. 하지만 6분의 5를 채우지 못해 긴급법안 선언에 실패했고, 개헌은 또 좌초되는 듯 했다. 이 때 리타부오리가 나타나 불과 이틀만에 헌법위원회를 통해 의회가 만든 개헌안을 상정시켰다. 의원들은 놀랐고, 이번에는 긴급법안 선언이 성공하여 1919년 6월 21일 신헌법이 통과, 핀란드는 공화국이 되었다.
두 차례 내무장관으로 재임하면서 리타부오리는 지속적으로 우익의 위협에 시달렸다. 적핀란드 참여자들에 대한 사면법을 주도했기에, 백핀란드의 유산을 위협하는 "빨갱이 장관(punikkiministeriksi)"이라는 낙인이 찍혔다. 초대 대통령 선거에서 리타부오리가 지지한 스톨베리가 군부의 우두머리 만네르헤임 남작을 이기고 당선되고, 1921년 여름에는 백위대의 독립적 활동이 거부당하자 리타부오리에 대한 우익세력의 불만은 더욱 고조되었다.

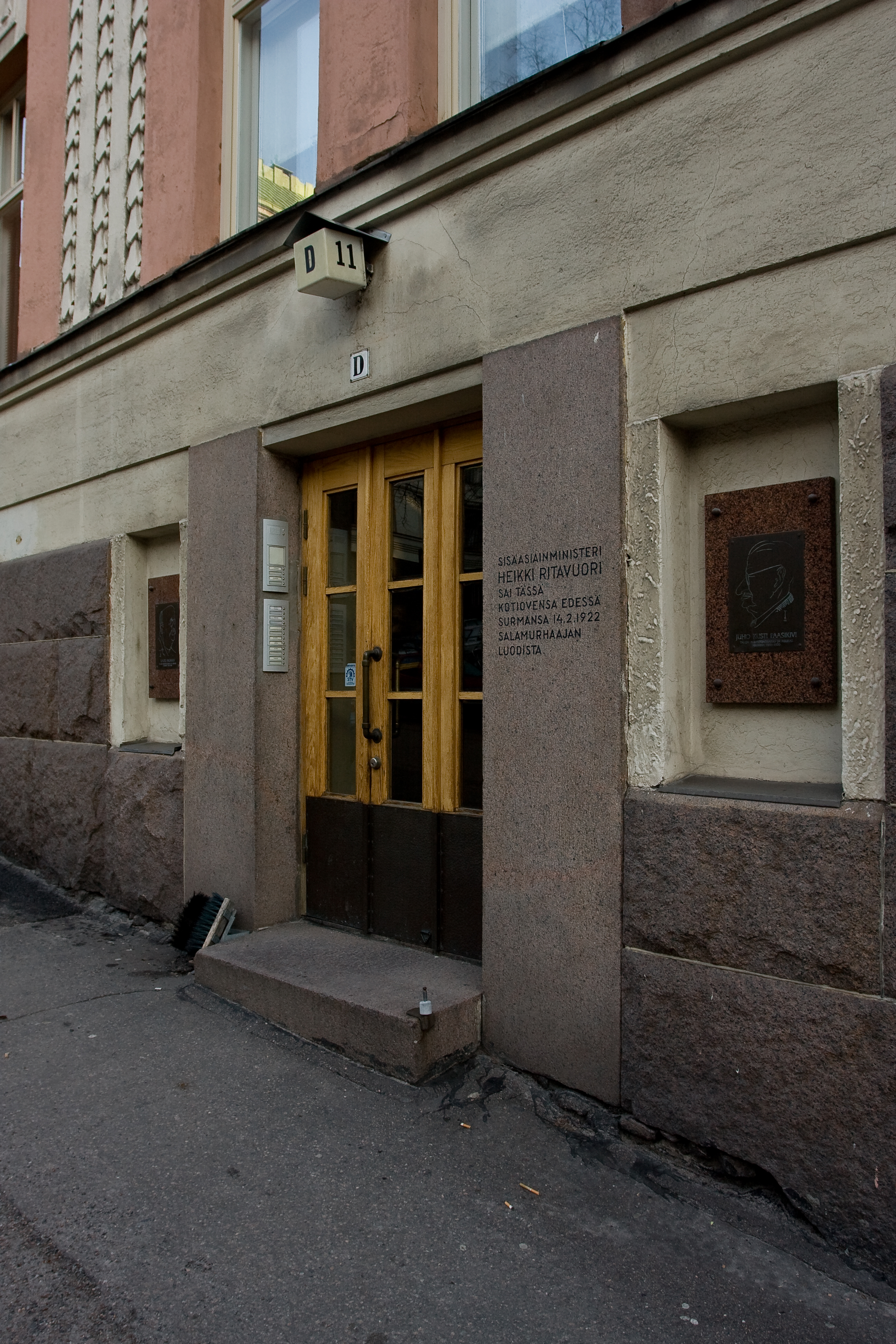
암살 현장.

1921년 겨울 동카리알라 봉기가 일어나 이듬해까지 정치적 분쟁이 계속되었다. 당시 리타부오리는 내무장관으로서 국경경비대의 책임각료였다. 리타부오리는 사태 확대를 막으라는 스톨베리 대통령의 지시를 충실하게 따랐다. 국경경비대는 봉기에 참여하려는 의용병이나 무기·식량 지원을 차단했다. 우익 언론들은 이에 대해 리타부오리를 비난했고, 이런 시국에 리타부오리는 에른스트 탄데펠트라는 청년에게 살해당했다.
탄데펠트는 스베코마니아 활동가였다. 그는 스웨덴어 언론, 특히 후부드스타드스블라데트에서 떠드는 것을 보고 리타부오리가 국가에 위험한 인물이니 제거해야만 한다고 결심했다고 밝혔다. 재판에서 탄데펠트는 단독범행 확신범임을 주장하고 종신형을 선고받았다. 항소심에서 탄데펠트는 정신병자 행세를 하는 것으로 전술을 바꾸었고, 여러 정치적 압력으로 인해 탄데펠트는 노역형 12년으로 감형된다.
나중에 탄데펠트는 약사 겸 운동가인 오스카르 얀손과 파울 폰 겐리히 소장 등 여러 사람을 배후인물로 실토했다. 1927년에서 1930년 사이에 사정감독원이 재수사한 바에 따르면 탄데펠트는 거대한 우익운동가 결사의 말단에 지나지 않음이 드러났다. 하지만 결정적인 증거는 찾아내지 못하고 재수사가 종결되었다. 사건이 일어난 지 10년이나 지났던 이유도 있었고, 이 시기 핀란드에서는 우익이 급진화되어 라푸아 운동 같은 자생적 파시스트가 출현하는 등 이런 정치적으로 민감한 사건의 재수사를 제대로 할 분위기가 되지 못했기 때문이기도 했다. 하지만 탄데펠트가 지령을 받은 결사가 사건을 직접적으로 공모한 것이 아니거나 또는 조직으로서 실체가 없을 경우에도, 스웨덴계 핀란드인 시민위병들을 중심으로 한 우익 운동가들이 탄데펠트에게 총과 돈을 주며 리타부오리 암살을 종용했다는 것은 최소한 확실하다.
사망 당시 41세로 아직 한창 나이였던 리타부오리는 차기 대통령감으로 여겨질 정도로 유망한 정치인이었다.

## 참고 자료
1. ↑  Heikki Ritavuori 보관됨 2017-09-26 - 웨이백 머신 Suomen ministerit. Valtioneuvosto.
2. ↑  Niku 2004, s. 47–51
3. ↑  Niku 2004, s. 55–56
4. ↑  Niku 2004, s. 235

- Harju, Jari & Savia, Satu (toim.): ”Poliittinen kuolema kieltolain aikaan: kolme ihmiskohtaloa Helsingistä (kirj. Sauli Seppälä)”, Rikospaikka: Helsinki, s. 67–76. Helsinki: Helsingin kaupunginmuseo, 2007. ISBN 978-952-473-838-5.
- Niku, Risto: Ministeri Ritavuoren murha. Helsinki: Edita Publishing Oy, 2004. ISBN 951-37-4146-X.